# فرنسيس وارد
فرنسيس وارد (بالإنجليزية: Francis Ward)‏ هو لاعب اتحاد الرغبي نيوزلندي، ولد في 17 مارس 1900 في ويلينغتون في نيوزيلندا، وتوفي في 11 مارس 1990 في بالميرستون نورث في نيوزيلندا.